# Tatsuo Miyajima
Pour les articles homonymes, voir Tatsuo.
Tatsuo Miyajima (宮島 達男, Miyajima Tatsuo) est un peintre japonais du XXe siècle, né à Tokyo le 16 janvier 1957.

## Biographie
Miyajima est un peintre d'installations, auteur de performances. Il montre ses œuvres dans des expositions personnelles: 1996, galerie Froment et Putman et Fondation Cartier à Paris. Par son art, il rend compte de la frénésie contemporaine, faisant des installations d'éléments électroniques et de compteurs digitaux qui suggèrent un effet de vibration et d'agitation.

## Musées
- Paris (Fnac):
  - Counter Circle n⁰5 1993.